# 江寧將軍
江寧將軍，全稱鎮守江寧等處地方將軍，是清代統領江南駐防八旗的最高官員。

## 沿革
順治二年九月五日，遣鎮國公傅勒赫、輔國公扎喀納等率軍戌守江南。順治三年三月九日，以駐防江寧府侍郎巴山、梅勒章京张大猷為昂邦章京。順治十七年，改昂邦章京為總管。順治十八年，更名江寧將軍，駐江寧。初制正一品，乾隆三十三年，改為從一品。

## 歷任江寧將軍

### 順治朝
| 姓名   | 任命時間     | 卸任時間   | 卸任原因 | 備註                           |
| 傅勒赫 | 順治2年9月   |            |          | 鎮國公                         |
| 扎喀納 | 順治2年9月   |            |          | 輔國公                         |
| 巴山   | 順治2年11月  |            |          | 梅勒章京                       |
| 康克賴 | 順治2年11月  |            |          | 梅勒章京                       |
| 巴山   | 順治3年3月   |            |          | 昂邦章京                       |
| 張大猷 | 順治3年3月   | 順治9年1月 | 卒       | 昂邦章京                       |
| 哈哈木 | 順治9年5月   | 順治17年   |          | 順治17年，改昂邦章京為江寧總管 |
| 祖永烈 | 順治18年10月 | 康熙7年    |          | 順治18改，改江寧總管為江寧將軍 |

### 康熙朝
| 姓名   | 任命時間     | 卸任時間     | 卸任原因 | 備註 |
| 額楚   | 康熙7年9月   | 康熙20年     |          | 卒   |
| 瓦岱   | 康熙21年11月 | 康熙24年10月 |          |      |
| 博霽   | 康熙24年10月 | 康熙31年9月  |          |      |
| 繆齊納 | 康熙31年9月  | 康熙34年6月  | 休致     |      |
| 鄂羅舜 | 康熙34年7月  | 康熙44年7月  | 卒       |      |
| 達佳   | 康熙44年9月  | 康熙45年1月  | 卒       |      |
| 朱滿   | 康熙45年2月  | 康熙46年3月  | 卒       |      |
| 鄂克遜 | 康熙46年4月  | 康熙55年9月  |          |      |
| 雍吉納 | 康熙55年9月  | 雍正3年3月   |          |      |

### 雍正朝
| 姓名   | 任命時間    | 卸任時間    | 卸任原因 | 備註 |
| 董吉納 | 雍正3年3月  | 雍正4年3月  |          |      |
| 伊禮布 | 雍正4年3月  | 雍正5年3月  |          |      |
| 常壽   | 雍正5年3月  | 雍正5年11月 |          |      |
| 拉錫   | 雍正5年11月 | 雍正6年2月  |          |      |
| 來文   | 雍正6年2月  | 雍正7年     |          |      |
| 鄂彌達 | 雍正8年     | 雍正9年8月  |          |      |
| 穆森   | 雍正9年8月  | 雍正10年7月 |          |      |
| 吳納哈 | 雍正10年7月 | 乾隆1年12月 |          |      |

### 乾隆朝
| 姓名   | 任命時間         | 卸任時間         | 卸任原因     | 備註 |
| 岱霖佈 | 乾隆2年3月       | 乾隆13年5月      |              |      |
| 保德   | 乾隆13年閏7月    | 乾隆15年5月      |              |      |
| 錫爾璊 | 乾隆15年7月      | 乾隆20年6月      | 解職         |      |
| 德敏   | 乾隆20年9月      | 乾隆23年10月     | 調           |      |
| 福增格 | 乾隆23年12月     | 乾隆24年9月      | 調           |      |
| 伍彌泰 | 乾隆24年         | 乾隆27年4月      | 召回京       |      |
| 容保   | 乾隆27年4月      | 乾隆30年11月     |              |      |
| 富椿   | 乾隆31年2月      | 乾隆33年元月     |              |      |
| 容保   | 乾隆33年2月      | 乾隆37年5月      | 調任他職     |      |
| 富玉   | 乾隆37年6月      |                  |              |      |
| 嵩椿   | 乾隆38年元月     | 乾隆46年2月      | 調           |      |
| 萬福   | 乾隆47年         | 乾隆50年6月      | 卒           |      |
| 西銘   | 乾隆50年9月      | 乾隆52年5月      | 卒           |      |
| 永慶   | 乾隆52年6月      | 乾隆60年12月24日 |              |      |
| 那奇泰 | 乾隆60年12月24日 | 嘉慶3年2月3日    | 調黑龍江將軍 |      |

### 嘉慶朝
| 姓名     | 任命時間          | 卸任時間          | 卸任原因   | 備註         |
| 慶霖     | 嘉慶3年2月3日     | 嘉慶4年3月6日     | 調福州將軍 |              |
| 富昌     | 嘉慶4年3月6日     | 嘉慶8年5月20日    | 到京候旨   | 年老到京候簡 |
| 秀林     | 嘉慶8年5月 20日   | 嘉慶8年8月 20日   | 調吉林將軍 |              |
| 崇尚     | 嘉慶7年8月20日    | 嘉慶10年10月24日  | 因病回旗   |              |
| 弘康     | 嘉慶10年10月24日  | 嘉慶17年12月      | 召回北京   |              |
| 興肇     | 嘉慶17年12月15日  | 嘉慶19年閏2月29日 | 年老到京   |              |
| 穆克登布 | 嘉慶19年閏2月29日 | 嘉慶23年12月25日  | 年老到京   |              |
| 本智     | 嘉慶23年12月25日  | 嘉慶25年11月20日  | 命到京     |              |
| 八十六   | 嘉慶25年11月20日  | 嘉慶25年11月8日   | 命到京     |              |
| 普恭     | 嘉慶25年11月 28日 | 道光4年6月29日    | 命到京     |              |

### 道光朝
| 姓名   | 任命時間         | 卸任時間         | 卸任原因     | 備註                      |
| 官清   | 道光4年6月29日   | 道光6年9月       | 解職         |                           |
| 普恭   | 道光6年9月7日    | 道光8年1月24日   | 調福州將軍   |                           |
| 春升   | 道光8年1月24日   |                  |              | 署                        |
| 巴琫阿 | 道光8年2月29日   | 道光12年11月26日 | 休致         |                           |
| 巴哈布 | 道光12年11月26日 | 道光17年6月13日  | 卒           |                           |
| 佈勒亨 | 道光17年6月13日  | 道光21年10月9日  | 命到京       |                           |
| 德珠布 | 道光21年10月9日  | 道光24年1月12日  | 命到京       |                           |
| 穆騰額 | 道光24年1月12日  | 道光24年5月12日  |              | 護                        |
| 德珠布 |                  | 道光24年3月8日   | 休致         |                           |
| 岳興阿 | 道光24年3月26日  | 道光27年2月4日   | 因病解任     |                           |
| 英隆   | 道光27年2月4日   | 道光27年4月22日  | 調綏遠城將軍 |                           |
| 奕興   | 道光27年4月22日  | 道光27年5月27日  | 調杭州將軍   |                           |
| 裕瑞   | 道光27年5月15日  |                  |              | 署                        |
| 裕瑞   | 道光27年5月27日  | 道光28年12月18日 | 調福州將軍   |                           |
| 祥厚   | 道光28年12月18日 | 咸豐3年2月11日   | 戰死         | 咸豐2年，霍隆武署江寧將軍 |

### 咸豐朝
| 姓名     | 任命時間          | 卸任時間          | 卸任原因                 | 備註                 |
| 托明阿   | 咸豐3年2月28日    | 咸豐3年10月24日   | 因病開缺                 |                      |
| 蘇布通阿 | 咸豐3年2月28日    |                   |                          | 暫署                 |
| 蘇布通阿 | 咸豐4年2月23日    | 咸豐4年8月8日     | 七桥瓮督战，因火重伤而死 |                      |
| 托明阿   | 咸豐4年8月14日    | 咸豐6年3月7日     | 革職                     | 未到任前，以福興暫護 |
| 都興阿   | 咸豐6年5月5日     | 咸豐6年           |                          |                      |
| 福興     |                   | 咸豐6年10月3日    | 馳赴江西辦理專務         | 署                   |
| 和春     | 咸豐9年10月       |                   |                          | 署                   |
| 魁玉     | 咸豐8年6月3日     |                   |                          | 兼署                 |
| 都興阿   |                   | 咸豐8年9月26日    | 調任荊州將軍             |                      |
| 和春     | 咸豐8年9月26日    | 咸豐10年閏3月26日 | 緣事革職                 |                      |
| 和春     | 咸豐10年閏3月26日 | 咸豐10年4月6日    | 殉難                     | 暫署                 |
| 魁玉     | 咸豐10年4月21日   | 咸豐10年5月3日    | 緣事革職                 | 署                   |
| 巴棟阿   | 咸豐10年5月3日    | 咸豐10年10月5日   | 因病賞假                 | 署                   |
| 魁玉     | 咸豐10年10月5日   |                   |                          | 暫署                 |
| 巴棟阿   |                   | 咸豐11年10月6日   | 卒                       |                      |
| 都興阿   | 咸豐11年10月14日  | 同治3年4月20日    | 調西安將軍               |                      |

### 同治朝
| 姓名   | 任命時間        | 卸任時間         | 卸任原因         | 備註 |
| 富明阿 | 同治3年4月20日  | 同治4年2月26日   | 因病假賞假四個月 |      |
| 魁玉   | 同治4年2月26日  |                  |                  | 署   |
| 富明阿 |                 | 同治4年閏5月24日 | 因病開缺         |      |
| 魁玉   | 同治4年閏5月25  | 同治10年6月21日  | 調成都將軍       |      |
| 穆騰阿 | 同治10年6月21日 | 光緒6年3月19日   | 調鑲黃旗蒙古副   |      |

### 光緒、宣統朝
| 姓名   | 任命時間          | 卸任時間         | 卸任原因           | 備註                                 |
| 希元   | 光緒6年3月19日    | 光緒9年2月24日   | 調吉林將軍         |                                      |
| 善慶   | 光緒9年2月24日    | 光緒10年3月15日  | 調正紅旗漢軍副都統 |                                      |
| 瑞聯   | 光緒10年3月17日   |                  | 因病乞休           |                                      |
| 姚田   | 光緒10年閏5月24日 |                  |                    | 暫護                                 |
| 豐紳   | 光緒10年閏5月24   | 光緒20年7月7日   |                    |                                      |
| 劉坤一 | 光緒20年7月7日    | 光緒20年10月5日  | 到京陛見           | 兼署                                 |
| 張之洞 | 光緒20年10月8日   |                  |                    | 兼署                                 |
| 豐紳   |                   | 光緒24年11月14日 | 卒                 |                                      |
| 額勒春 | 光緒24年11月6日   |                  |                    | 暫署                                 |
| 毓賢   | 光緒24年11月7日   | 光緒25年2月3日   | 調任山東巡撫       | 署                                   |
| 額勒春 | 光緒25年2月3日    |                  | 暫署               |                                      |
| 崇善   | 光緒25年2月4日    | 光緒26年11月28日 | 調盛京將軍         |                                      |
| 增祺   | 光緒26年8月19日   |                  | 緣事革職           | 未到任，以盛京將軍任內有失           |
| 信恪   | 光緒26年12月5日   | 光緒27年2月10日  | 調綏遠城將軍       |                                      |
| 崇善   | 光緒27年2月10日   | 光緒28年3月26日  | 調任福州將軍       |                                      |
| 信恪   | 光緒28年3月26日   | 光緒29年8月6日   | 因病解職           |                                      |
| 永隆   | 光緒29年8月7日    | 光緒32年2月8日   | 卒                 |                                      |
| 奎芳   | 光緒29年8月17日   |                  |                    | 兼署                                 |
| 誠勳   | 光緒32年2月9日    | 光緒32年10月2日  | 調廣州將軍         |                                      |
| 清銳   | 光緒32年10月2日   | 宣統2年8月4日    | 因病解職           |                                      |
| 鐵良   | 宣統2年8月4日     | 宣統2年12月3日   | 革職               | 革命軍陷天堡城，鐵良逃往上海，被革職 |

### 引用
1. ↑  清史稿校註 卷一百十七　志九十二 職官四
2. ↑  八十六 (清代江寧將軍·那拉八十六)